# 珊瑚壩水上機場
珊瑚壩水上機場是重慶市的一個機場，位於珊瑚壩附近水面。

## 历史
修建於民國20年(1931年)左右，在珊瑚壩機場修建之前，在它的南面長江主航道上(今石板坡長江大橋略靠上游水域，水域無確切界限)，中航公司的漢渝航線上的水上飛機曾使用在該水上機場。